# ناتالي لوكا
ناتالي لوكا (بالفرنسية: Nathalie Luca)‏ هي عالمة الإنسان فرنسية، ولدت في 1966.